# Dynaste Neptune
Dynastes neptunus
Pour les articles homonymes, voir Neptune.
Espèce
Le Dynaste Neptune (Dynastes neptunus) est une espèce d'insectes coléoptères de la famille des Scarabaeidae. 

## Description
Le mâle mesure de 60 à 160 mm voire jusqu'à 190 mm.
La femelle mesure de 40 à 75 mm.

## Répartition
Panama, Colombie, Venezuela, Équateur, Brésil,  Pérou.[réf. nécessaire]

## Systématique
Le nom valide complet (avec auteur) de ce taxon est Dynastes neptunus (Quensel, 1805).
L'espèce a été initialement classée dans le genre Geotrupes sous le protonyme Geotrupes neptunus Quensel, 1805.
Dynastes neptunus a pour synonymes :
- Dynastes neptunus rouchei Nagai, 2005
- Geotrupes neptunus Quensel, 1805
- Scarabaeus jupiter Buquet, 1840